# Prostitución en la India

Prostitución en Asia. En azul oscuro se indica el modelo abolicionista, por el que la prostitución es legal, pero las actividades organizadas como los burdeles y el proxenetismo son ilegales, como es el caso de la India.

La prostitución en la India es legal, pero son ilegales una serie de actividades relacionadas con ella, como el proxenetismo, el rastreo de bordillos, la propiedad o la gestión de un burdel, la prostitución en un hotel, la prostitución infantil y el proxenetismo. Sin embargo, hay muchos burdeles que funcionan ilegalmente en ciudades indias como Bombay, Delhi, Calcuta, Pune y Nagpur, entre otras. ONUSIDA estimó en 2016 que había 657 829 prostitutas en el país. Otras estimaciones no oficiales han calculado que la India tiene aproximadamente 3 millones de prostitutas. Se considera que la India tiene una de las mayores industrias del sexo comercial del mundo. Se ha convertido en un centro mundial de turismo sexual, que atrae a turistas sexuales de países ricos. La industria del sexo en India mueve miles de millones de dólares y es una de las que más rápido crece. Las trabajadoras del sexo se enfrentan a malas condiciones y a barreras estructurales.

## Historia
Una tawaif era una cortesana que atendía a la nobleza de la India, sobre todo durante la época mogol. Las tawaifs destacaban y contribuían a la música, la danza (mujra), el teatro y la tradición literaria urdu, y se las consideraba una autoridad en etiqueta. Los tawaifs fueron en gran medida una institución del norte de la India fundamental en la cultura de la corte mogol a partir del siglo XVI y adquirieron aún más importancia con el debilitamiento del dominio mogol a mediados del siglo XVIII. Contribuyeron de forma significativa a la continuación de las formas tradicionales de danza y música y, posteriormente, a la aparición del cine indio moderno.
Goa era una colonia de la India portuguesa establecida a principios del siglo XVI, y este bastión luso contaba con una comunidad de esclavos portugueses. A finales de siglo, el comercio portugués de esclavos japoneses hizo que comerciantes del Imperio portugués y sus tripulantes lascar cautivos del sur de Asia trajeran mujeres y niñas jóvenes capturadas de Japón como esclavas sexuales.
La cultura del arte escénico del nautch, un seductor estilo de danza popular, cobró importancia durante el último periodo del Imperio mogol y el gobierno de la Compañía Británica de las Indias Orientales. Durante el periodo de gobierno de la Compañía (y tras la rebelión india de 1857, la administración directa de la Corona británica), los funcionarios coloniales británicos establecieron y mantuvieron burdeles por todo el subcontinente indio. Las prostitutas que trabajaban en esos burdeles eran reclutadas entre las familias rurales indias y pagadas directamente por las autoridades británicas. Los barrios rojos de ciudades como Bombay se desarrollaron en esa época.
Los gobiernos de muchos principados indios habían regulado la prostitución en la India antes de la década de 1860. El Raj británico promulgó la Ley de Acantonamiento de 1864 para regular la prostitución en la India colonial como una cuestión de aceptación de un mal necesario. Las Leyes de Acantonamiento regulaban y estructuraban la prostitución en las bases militares británicas, que preveían entre doce y quince mujeres indias mantenidas en burdeles llamados chaklas por cada regimiento británico estacionado en la India. A finales del siglo XIX, se traficaba con mujeres y niñas de Europa del Este y Japón para llevarlas a la India británica, donde trabajaban como prostitutas al servicio de colonos y soldados británicos, ya que las autoridades coloniales se oponían cada vez más a las relaciones sexuales entre hombres blancos y mujeres nativas.

«Desde tiempos inmemoriales, los poetas indios han alabado a la 'mujer pública', la artista profesional. Las epopeyas nos ofrecen una colorida descripción de su íntima conexión con el esplendor real. Los Puranas destacan su auspiciosa presencia como símbolo de buena suerte. La literatura budista también atestigua la alta estima que se le tenía en la sociedad. Aparece a lo largo de los tiempos en diferentes encarnaciones, desde apsara en forma divina hasta ganika, devdasi, nartika [bailarina ordinaria], kanchani, tawaif y la chica nautch».
Pran Nevile.

Las prostitutas japonesas (karayuki-san) servían a los colonos británicos en la India británica, donde se las consideraba limpias.

## Tipos de prostitución
La prostitución en India se manifiesta de diversas formas. Entre las más destacadas se encuentran las situaciones en las que las trabajadoras del sexo ofrecen sus servicios bajo diferentes disfraces:
- Burdeles: edificios en los que hay prostitutas disponibles.[4][5]
- Prostitución callejera: prostitutas que se paran o caminan por las calles, carreteras, autopistas o espacios públicos para conseguir clientes.[37]
- Prostitutas de compañía: prostitutas con las que se puede concertar una cita por teléfono, normalmente para encontrarse en el domicilio del cliente.[38]
- Agencias de acompañantes: agencia en la que se puede contratar a personas, especialmente mujeres jóvenes, para que acompañen a alguien con fines de entretenimiento...[39]
- Residencias privadas: lugar, especialmente la casa, en la que vive o reside una persona.[40]
- Salones de masajes y balnearios: lugar al que se acude pagando por un masaje.[41][42]
- Hoteles: establecimiento comercial que ofrece alojamiento.[43]
- Discotecas y bares: lugar de ocio abierto por la noche que suele servir comida y bebidas alcohólicas y ofrece música y espacio para bailar y, a menudo, espectáculos.[44]
- Sexo virtual, cibersexo y servicios de sexo telefónico en línea y en plataformas digitales: conversaciones e intercambios sexuales en línea/por teléfono a través de audio, imágenes, vídeo o textos.[45][46]
- Devadasi: bailarinas de los templos dedicadas a la práctica de la danza espiritual pero obligadas a ejercer el trabajo sexual.[47]

## Organización
Organizaciones gubernamentales como MDACS (Maharashtra District AIDS Control Society) han desempeñado un papel muy destacado en la concienciación sobre el VIH/sida, mediante la ayuda en el suministro de literatura gratuita y la organización de campañas callejeras. Hay varias ONG que trabajan para prevenir la propagación de infecciones de transmisión sexual en la comunidad. NACO (National AIDS Control Organisation), una agencia gubernamental, dirige estas ONG. El Comité Durbar Mahila Sumanwua es un sindicato de trabajadoras del sexo con sede en Sonagachi, el barrio rojo más importante de la India, al norte de Calcuta, que cuenta con 65 000 miembros. Defienden los derechos laborales de las prostitutas y lucha contra la trata.

### Prevalencia
Se calcula que en 1997 había dos millones de trabajadoras del sexo en el país. En 2007, el Ministerio de Desarrollo de la Mujer y la Infancia informó de la presencia de más de 3 millones de trabajadoras del sexo en India, de las cuales el 35,47 % se iniciaron en el oficio antes de los 18 años. El número de prostitutas aumentó un 50 % entre 1997 y 2004.

### Prostitución de menores
Según las encuestas, se calcula que hay 1,2 millones de menores involucrados en la prostitución.

### Investigación
Gran parte de los nuevos conocimientos sobre el trabajo sexual en la India proceden de la primera gran encuesta, realizada en abril de 2011 por el Centre for Advocacy on Stigma and Marginalisation (CASAM), que forma parte de SANGRAM, una importante ONG que se ocupa de las trabajadoras del sexo.

## Situación legal
La ley es imprecisa en lo que respecta a la prostitución en sí. La principal ley que aborda la situación de las trabajadoras del sexo es la de 1956, conocida como Ley de Supresión del Tráfico Inmoral (ITSA). Según esta ley, las prostitutas pueden ejercer su oficio en privado, pero no pueden legalmente solicitar clientes en público. Un artículo de la BBC, sin embargo, mencionaba que la prostitución era ilegal en India; la ley india no se refiere a la práctica de vender el propio servicio sexual como «prostitución». Los clientes pueden ser castigados por actividad sexual en las proximidades de un lugar público, y la prostitución organizada (burdeles, redes de prostitución, proxenetismo, etc.) es ilegal. Siempre que se haga de forma individual y voluntaria, una mujer (la prostitución masculina no está reconocida en ninguna ley de India) puede utilizar su cuerpo a cambio de un beneficio material. En concreto, la ley prohíbe que una trabajadora del sexo ejerza su profesión a menos de 200 metros de un lugar público.
En la práctica, la ITSA no se utiliza habitualmente. El Código Penal Indio, anterior a la ITSA, se utiliza a menudo para acusar a las trabajadoras del sexo de delitos vagos como «indecencia pública» o ser una «molestia pública» sin definir explícitamente en qué consisten. En 1986, la antigua ley se modificó y se convirtió en la Ley de Prevención del Tráfico Inmoral (ITPA). Los intentos de enmendarla para criminalizar a los clientes han contado con la oposición del Ministerio de Sanidad, y ha encontrado una oposición considerable. En un avance positivo en la mejora de la vida de las trabajadoras del sexo en Calcuta, una compañía de seguros estatal ha proporcionado un seguro de vida a 250 personas.
A lo largo de los años, India ha visto cómo crecía el mandato de legalizar la prostitución, para evitar la explotación de las trabajadoras del sexo y de sus hijos por parte de intermediarios y a raíz de la creciente amenaza del VIH/sida.
El 19 de mayo de 2022, el Tribunal Supremo de la India confirmó que el artículo 21 de la Constitución de la India garantiza a todas las personas, incluidas las trabajadoras del sexo, el derecho a la dignidad y a la vida, por lo que las trabajadoras del sexo no pueden ser acosadas ni detenidas legalmente. Las prácticas relacionadas con los burdeles siguen siendo ilegales.

### Ley de Prevención del Tráfico Inmoral
La Ley (de Prevención) del Tráfico Inmoral, o ITPA, también llamada Ley de Prevención del Tráfico Inmoral (PITA), es una enmienda de 1986 a la legislación aprobada en 1956 a raíz de la firma por parte de India de la declaración de las Naciones Unidas de 1950 en Nueva York sobre la supresión del tráfico de personas.
La ley, entonces llamada Ley de Supresión del Tráfico Inmoral en toda India (SITA), fue modificada hasta convertirse en la ley actual. Las leyes se concibieron como un medio para limitar y, con el tiempo, abolir la prostitución en India mediante la penalización gradual de diversos aspectos del trabajo sexual. Los principales puntos de la PITA son los siguientes:
- Trabajadores del sexo: la prostituta que seduzca o solicite será procesada. Asimismo, las prostitutas a domicilio no pueden publicar números de teléfono al público (prisión de hasta 6 meses con multa, punto 8). Las trabajadoras del sexo también son castigadas por prostituirse cerca de cualquier lugar público o zona notificada (prisión de hasta 3 meses con multa, punto 7).
- Clientes: un cliente es culpable de asociarse con prostitutas y puede ser acusado si realiza actos sexuales con una trabajadora sexual a menos de 200 metros de un lugar público o «área notificada» (prisión de hasta 3 meses, punto 7). El cliente también puede ser castigado si la trabajadora sexual es menor de 18 años (de 7 a 10 años de prisión, independientemente de la edad del menor, punto 7).
- Proxenetas: los proxenetas o amantes que viven de las ganancias de una prostituta son culpables de un delito. Se considera culpable a todo varón adulto que conviva con una prostituta, salvo que demuestre lo contrario (pena de prisión de hasta 2 años con multa, punto 4).
- Burdel: los propietarios y los dueños de burdeles pueden ser procesados, mantener un burdel es ilegal (de 1 a 3 años de prisión con multa por el primer delito, punto 3). Detener a alguien en un burdel con fines de explotación sexual puede dar lugar a procesamiento (pena de prisión de más de 7 años, punto 6). La prostitución en un hotel también es delito.
- Proxenetismo y trata: la persona que procure o intente procurar a alguien puede ser castigada. La persona que traslade a una persona de un lugar a otro (trata de seres humanos) puede ser procesada de forma similar (7 años de prisión con multa para la primera condena, y hasta cadena perpetua a partir de entonces, punto 5B).
- Mujeres rescatadas: el gobierno está legalmente obligado a proporcionar rescate y rehabilitación en un «hogar de protección» a cualquier trabajadora del sexo que solicite asistencia (punto 21).

Un «lugar público» en el contexto de esta ley incluye lugares de culto religioso público, instituciones educativas, albergues, hospitales, etc. Una «zona notificada» es un lugar declarado «libre de prostitución» por el gobierno estatal en virtud de la PITA. En el contexto de esta ley, un «burdel» es un lugar en el que hay dos o más trabajadoras del sexo (2a). La prostitución en sí no es un delito en virtud de esta ley, pero la prostitución, los burdeles, las prostitutas y los proxenetas son ilegales.

### Debates políticos y jurídicos
En 2006, el Ministerio de Desarrollo de la Mujer y la Infancia presentó un proyecto de ley para reducir la trata de seres humanos, en el que se proponía criminalizar a los clientes de las prostitutas víctimas de la trata. Sin embargo, se estancó durante el proceso legislativo, y la legislación contra la trata de personas se efectuó posteriormente mediante enmiendas al Código Penal indio.
Las cláusulas de la ITPA relativas a vivir de los ingresos de una trabajadora del sexo están siendo impugnadas ante los tribunales, junto con la penalización de los burdeles, la prostitución en torno a un lugar público notificado, la prostitución por encargo y el poder otorgado a un magistrado para desalojar a las trabajadoras del sexo de su domicilio y prohibirles que vuelvan a entrar. Otros grupos están presionando al Parlamento para que modifique la ley.
En 2009, el Tribunal Supremo dictaminó que la prostitución debía legalizarse y convocó una comisión para estudiar la modificación de la ley. En 2011, el Tribunal Supremo sostuvo que el «derecho a vivir con dignidad» es un derecho constitucional y emitió una orden relativa a la «creación de condiciones propicias para que las trabajadoras del sexo puedan trabajar con dignidad». El abogado de la oposición afirmó que la Ley sólo prohibía las actividades de los burdeles y las medidas punitivas contra los proxenetas. El Tribunal Supremo accedió a examinar el motivo.

## Salud de las trabajadoras sexuales
Los profesionales del sexo de la India tienen dificultades para acceder a la atención sanitaria y sufren discriminación, sobre todo en los hospitales públicos, por razón de su profesión, como que se les obligue a someterse a pruebas de detección de infecciones de transmisión sexual cuando están enfermos, que se les niegue la admisión en hospitales sin pruebas del VIH o que se les niegue la realización de un examen físico antes de recetarles medicamentos. 
Las encuestas han revelado que las trabajadoras del sexo prefieren los proveedores de atención sanitaria privados a los públicos, en los que reciben algún tipo de formación de sensibilización. La dificultad para acceder a la atención sanitaria se debe a factores como que los hospitales envíen a las mujeres a sus maridos para que les aprueben abortar, a obstáculos económicos como las elevadas tasas de los abortos y a la dificultad para conseguir documentos de identidad, ya que muchas trabajadoras del sexo llevan una vida inestable y tienen problemas para proporcionar un justificante de domicilio. 
Un veredicto del Tribunal Supremo de 2021 ordenó que a las trabajadoras del sexo se les proporcionara raciones sin pedirles un comprobante de domicilio, lo que mejoró la situación de las trabajadoras del sexo. En los hospitales públicos, a veces ni siquiera son los médicos quienes practican abortos a las trabajadoras del sexo, sino que lo hacen los celadores. Las trabajadoras del sexo también carecen de intimidad en los hospitales porque la gente cree que les parece bien que cualquiera mire sus partes íntimas. Las trabajadoras del sexo transgénero sufren aún más discriminación que las mujeres debido al desconocimiento de los médicos sobre los cuerpos de las personas transexuales, a que los hospitales no tienen colas separadas para las personas trans y a que los hospitales no les asignan médicos, sino que las llevan rápidamente a centros de pruebas.
Bombay y Calcuta tienen la mayor industria del sexo del país, con más de 100 000 trabajadoras sexuales. Se calcula que el VIH entre las prostitutas ha disminuido en gran medida en la última década.
Un resultado positivo de un programa de prevención entre prostitutas puede encontrarse en Sonagachi, un barrio rojo de Calcuta. El programa educativo estaba dirigido a unas 5 000 prostitutas. Un equipo de dos trabajadores inter pares llevó a cabo actividades de divulgación que incluían educación, promoción del preservativo y seguimiento de los casos de ITS. Cuando se puso en marcha el proyecto en 1992, el 27 % de las trabajadoras del sexo declaraban utilizar preservativo. En 1995 había aumentado al 82 %, y en 2001 era del 86 %.
Llegar a las mujeres que trabajan en burdeles ha resultado bastante difícil debido a la naturaleza protegida y aislada del trabajo, donde los proxenetas y los dueños de los burdeles a menudo controlan el acceso a las mujeres e impiden su acceso a la educación, lo que se traduce en una tasa de alfabetización baja o modesta para muchas trabajadoras del sexo.
No sólo ha disminuido el VIH, sino también otras enfermedades infecciosas, examinaron los datos de 868 proyectos de prevención -que atendían a unas 500 000 trabajadoras del sexo- ejecutados entre 1995 y 2008. La investigación descubrió que llegar a las profesionales del sexo a través de programas de prevención disminuía las tasas de infección por VIH y sífilis entre las jóvenes embarazadas que se sometían a pruebas rutinarias en las clínicas de salud prenatal del gobierno.

## Prostitutas extranjeras
Se ha observado que mujeres y niñas de Azerbaiyán, Rusia, Uzbekistán, Filipinas, países árabes, Japón, las antiguas repúblicas soviéticas y Bangladés, de otros orígenes trabajan como prostitutas en India.
En 2015, diez mujeres tailandesas fueron detenidas en la India acusadas de prostitución por regentar presuntamente dos burdeles que se hacían pasar por salones de masajes.
En 2013 se denunció la trata de mujeres afganas como prostitutas a la India.
Las mujeres uzbekas van a la India a trabajar como prostitutas.

## Tráfico sexual
India es un país de origen, destino y tránsito de mujeres y niños sometidos al tráfico sexual. La mayor parte del problema de la trata en India es interno, y las personas de los estratos sociales más desfavorecidos -económicamente, miembros de comunidades tribales- son las más vulnerables. Según los informes, miles de agencias de colocación no reguladas atraen a adultos y niños con falsas promesas de empleo hacia el tráfico sexual.
El gobierno mantuvo sus esfuerzos generales de protección, aunque los servicios para los sobrevivientes siguieron siendo inadecuados. En 2022, el gobierno informó haber identificado a 7 134 víctimas de trata y 900 víctimas potenciales de trata, en comparación con 5 934 víctimas y 753 víctimas potenciales identificadas en 2021, y 6 622 víctimas y 694 víctimas potenciales identificadas en 2020. De las 7 134 víctimas identificadas en 2022, los traficantes explotaron a 5 151 en trata laboral, incluidas 1 600 en trabajo en servidumbre; y 1 983 en trata sexual. En 2021, las autoridades identificaron a 3 885 víctimas de trata laboral, incluidas 667 en trabajo en servidumbre y 2 049 en trata sexual, mientras que las autoridades no informaron el tipo de trata de las 753 víctimas potenciales. Más del 98 % de las víctimas de trata identificadas eran ciudadanos indios; del total, aproximadamente el 52 % eran adultos y el 48 % eran niños
La debilidad de las medidas de protección del gobierno, incluida la protección inadecuada de las víctimas, socavó los esfuerzos por hacer que los traficantes rindieran cuentas. La ausencia de un programa sistemático de asistencia a las víctimas y testigos, que incluyera servicios jurídicos, disuadió a algunas víctimas de participar en los procedimientos de justicia penal. Algunas víctimas y testigos no pudieron participar en los juicios porque el gobierno no cubría los gastos de viaje y otros gastos conexos. Sin embargo, las víctimas podían proporcionar testimonio en vídeo y el gobierno contaba con algunas instalaciones de videoconferencia para que los testigos infantiles, incluidas las víctimas de la trata, participaran en las audiencias judiciales. 
El gobierno registró a las agencias de contratación extranjeras y a los trabajadores migrantes indios a través del sistema eMigrate. El gobierno exigió a los trabajadores migrantes que iban a 17 países específicos que recibieran autorización de emigración antes de partir. El gobierno mantuvo su prohibición de que las mujeres menores de 30 años y mayores de 50 años trabajaran en 17 países, principalmente en Oriente Medio. Sin embargo, esas prohibiciones a la migración aumentaron la probabilidad de migración indocumentada y aumentaron los riesgos de trata. 
Para 2024, la Oficina de Vigilancia y Lucha contra la Trata de Personas del Departamento de Estado de los Estados Unidos calificó a la India como país de «nivel 2».